# Ihahan
Les Ihahan ou Ihahane (en tachelhit: Iḥaḥan et ⵉⵃⴰⵃⴰⵏ., en arabe :  حاحة ḥaḥa) est une confédération tribale appartenant à l'ethnie berbère chleuhe du Haut Atlas occidental, au Maroc. Son territoire historique est la région de Haha ou pays Haha, situé entre Essaouira et Agadir.

## Composition tribale
La confédération des Ihahan est constituée de 12 tribus:
- Ida Ou Gourd
- Ida Ou Issaren
- Ida Ou Guelloul
- Aït Amer
- Ineknafen
- Imgrad
- Ida Ou Kazzou
- Ida Ou Tghemma
- Aït Oumghar
- Ida Ou Zemzem
- Ida Ou Bouzia
- Aït ʿIssi

## Galerie

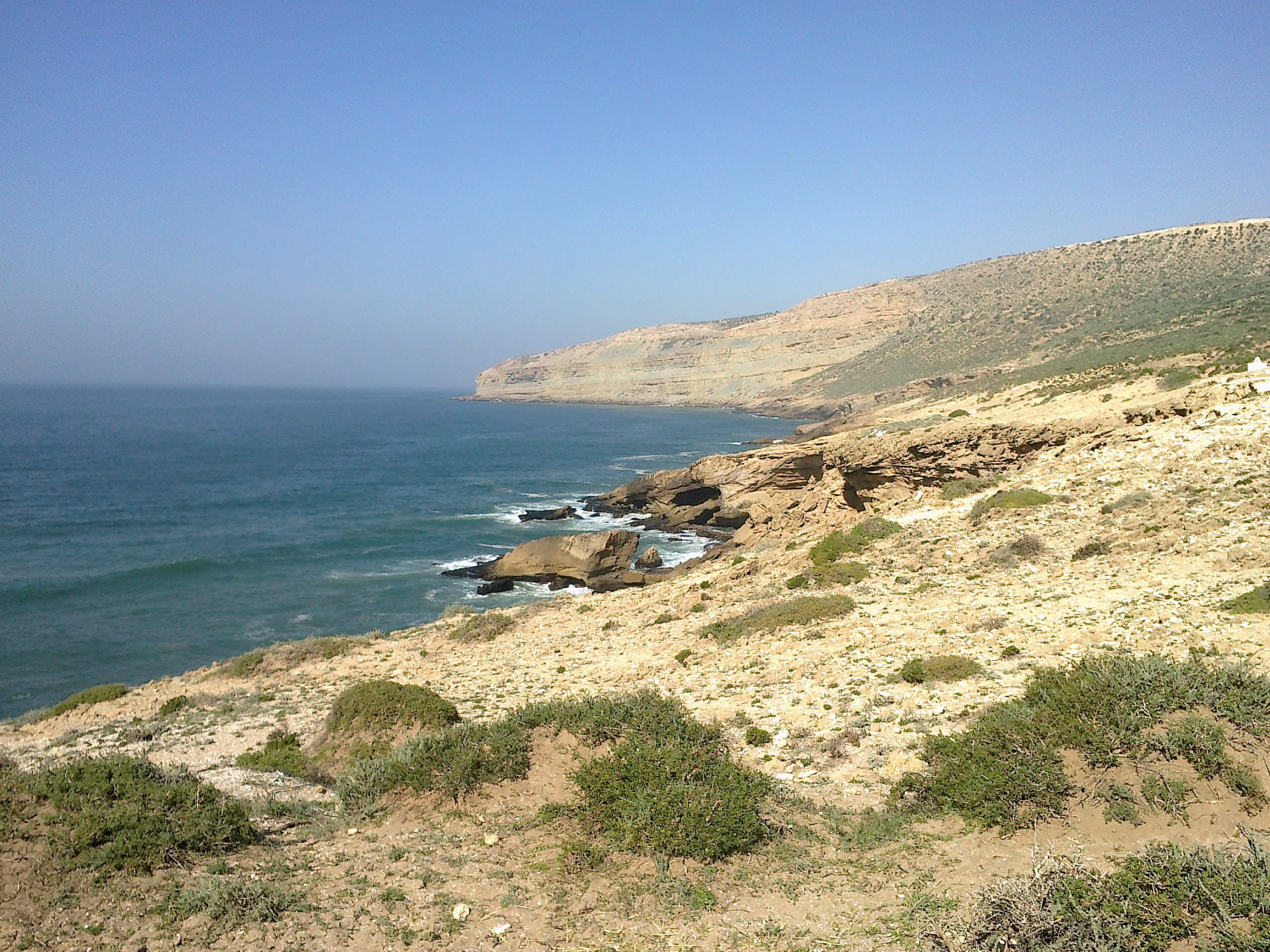
La côte déchiquetée du pays Haha.
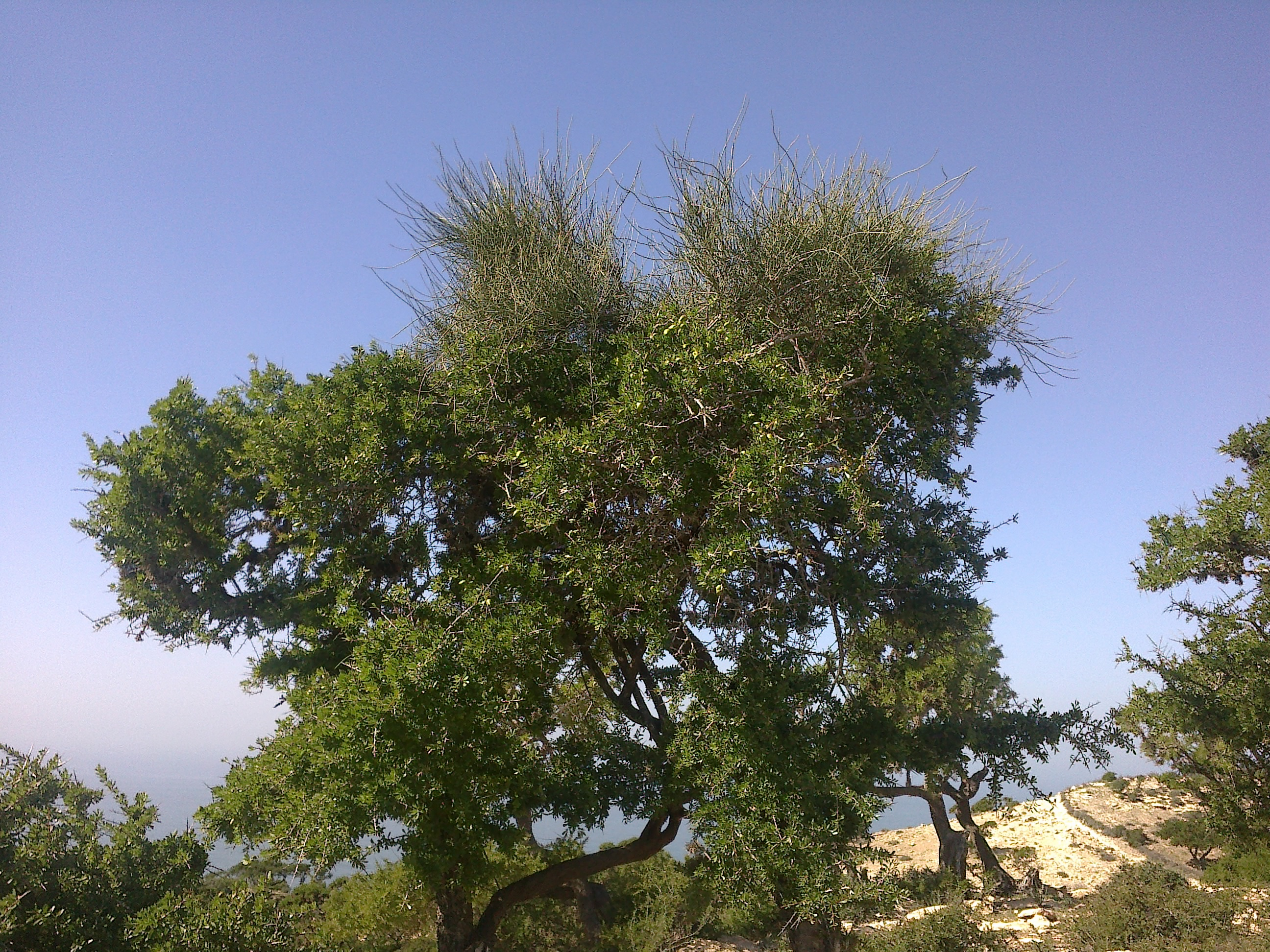
Un arganier de la région de Tamanar.
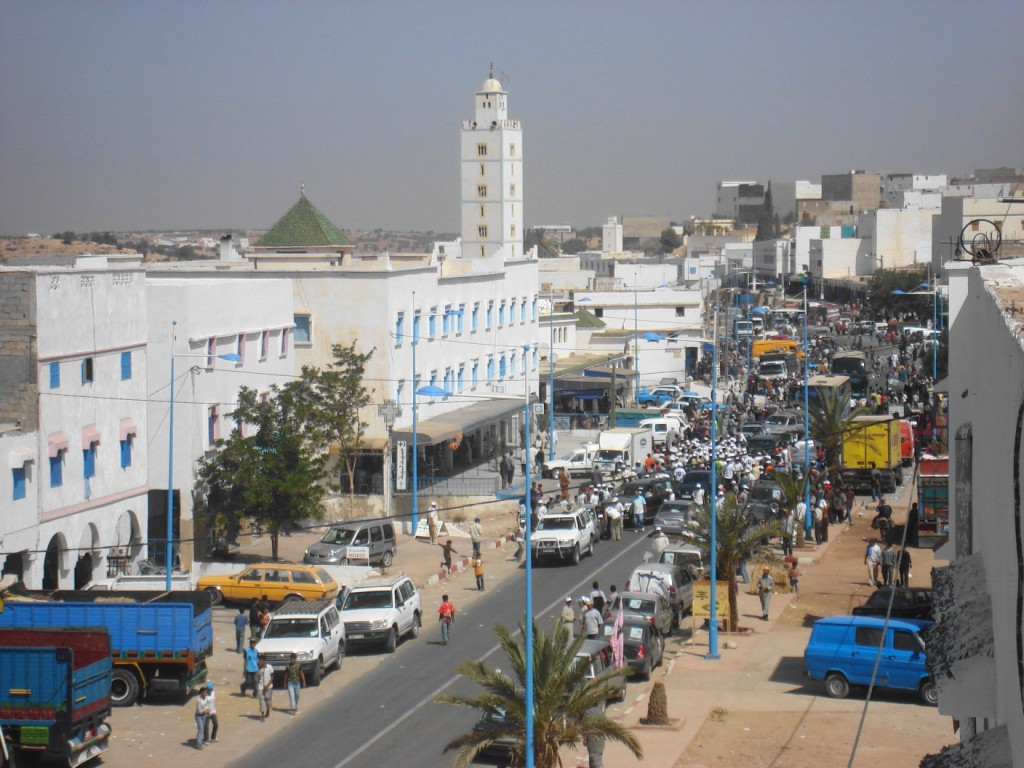
Artère principale de Smimou, chef-lieu du pays Haha.